# Caso de Archie Battersbee
El caso de Archie Battersbee (Southend-on-Sea, 10 de marzo de 2010-Londres, 6 de agosto de 2022) fue el caso alrededor de un niño británico, el cual fue objeto de varias audiencias judiciales discutiendo si se le debía o no retirar el soporte vital, tras ser hallado inconsciente y ser diagnosticado subsecuentemente de haber sufrido muerte cerebral. Los tribunales fallaron a favor de su equipo médico en el Barts Health NHS Trust,  y en contra de sus padres, permitieron que le fuera retirado el soporte vital.

## Incidente
El 7 de abril de 2022, Battersbee fue encontrado inconsciente por su madre, Hollie Dance, con una atadura en la cabeza. Dance declaró posteriormente que creía que su hijo estaba participando en un desafío de TikTok en línea conocido como el «desafío del desmayo». La madre le realizó  RCP y llamó a una ambulancia. A su llegada al Hospital de la Universidad de Southend, Battersbee permaneció en paro cardíaco antes de recuperar circulación espontánea unos cuarenta minutos después de que su madre lo encontrara inconsciente en su hogar. Se piensa que Battersbee sufrió daño cerebral durante este Paro cardiorrespiratorio, debido a una falta de oxígeno en el cerebro durante un período sostenido de tiempo. El niño fue trasladado al día siguiente al Hospital Real de Londres.

## Casos legales
Una disputa legal se abrió en el Tribunal Superior de Justicia de Inglaterra entre los padres de Battersbee, con el soporte de la organización cristiana de abogados Christian Legal Center por un lado, y el fideicomiso de salud Barts Health NHS Trust y un tutor designado por el Children and Family Court Advisory and Support Service en representación de Battersbee por el otro. Las apelaciones fueron escuchadas por el Tribunal de Apelación y la Corte Suprema del Reino Unido.
El fideicomiso argumentó que no debería continuarse el tratamiento de Battersbee ya que presentaba muerte cerebral. Los padres de Battersbee argumentaron que se precisaba de más tiempo para sanarse y que sus creencias religiosas debían ser tomadas en cuenta, la madre afirmando que «le corresponde a Dios decidir qué le sucederá a Archie, incluyendo si debe morir, cuándo y cómo». La familia de Battersby también intentó involucrar al Tribunal Europeo de Derechos Humanos, que rechazó el caso, y a las Naciones Unidas, que no tenían jurisdicción.
Los tribunales, señalando que la Ley de la Infancia de 1989 requiere que, en un caso como este, en cada una de las etapas las decisiones sean tomadas teniendo como prioridad el bienestar del niño, decidieron repetidamente que el tratamiento de Battersbee debía detenerse, y todas las apelaciones de la familia contra las sentencias de la corte fueron denegadas. Su equipo de soporte vital, incluyendo ventilación mecánica, fue finalmente retirado el 6 de agosto de 2022 y se anunció que Battersbee falleció poco después a las 12:15 p. m.

## Cronología

### Abril de 2022
- 7 de abril: Battersbee es encontrado inconsciente en su casa y llevado al Hospital de la Universidad de Southend.[7]
- 8 de abril: Battersbee es trasladado del Hospital de la Universidad de Southend al Hospital Real de Londres, donde permaneció.
- 26 de abril: el fideicomiso del NHS inicia procedimientos ante el Tribunal Superior para realizar exámenes del tronco encefálico de Battersbee.[7]
- 28 de abril: se emite una orden de restricción de informes (RRO, por sus siglas en inglés), que prohíbe identificar a cualquiera de las partes involucradas en el caso.[1]

### Mayo de 2022
- 4 de mayo: se emite una nueva RRO, impidiendo que se revele públicamente el nombre de cualquiera de los miembros del personal médico involucrado.[1]
- 13 de mayo: la juez Arbuthnot dictamina que se deben realizar exámenes del tronco encefálico.[7]
- 16 de mayo: Battersbee no responde a los exámenes de estimulación nerviosa periférica, un precursor de los exámenes de tronco encefálico.[7]
- 25 de mayo: se lleva a cabo una audiencia para decidir si se deben realizar resonancias magnéticas. Los padres de Battersbee se oponen a esto con el argumento de que moverlo podría dañarlo.[7]
- 27 de mayo: el tribunal aprueba la realización de resonancias magnéticas, que tuvo lugar el 31 de mayo.[7]
- 31 de mayo: tras muchas resonancias magnéticas, se descubre que Battersbee sufría de muerte del tronco encefálico.[7]

### Junio de 2022
- 6 a 8 de junio: se lleva a cabo una audiencia para decidir si se debe continuar con el soporte vital de Battersbee.[7]
- 13 de junio: el Tribunal Superior dictamina que, con base en la evidencia de los resultados de las resonancias magnéticas, Battersbee está muerto y que el tratamiento podía retirarse.[7]
- 20 de junio: el Tribunal de Apelación recibe una apelación de la familia de Battersbee para reconsiderar el caso.[7]
- 29 de junio: el Tribunal de Apelaciones dictamina que se debe realizar una nueva audiencia para determinar los mejores intereses de Battersbee.[7]

### Julio de 2022
- 11 de julio: se lleva a cabo una nueva audiencia en el Tribunal Superior, ante el juez Hayden.[7]
- 15 de julio: se dictamina que el tratamiento de soporte vital de Battersbee debía terminarse, y el juez Hayden afirma que continuar sería «futil».[7]
- 25 de julio: el fallo más reciente del Tribunal Superior es respaldado por tres jueces del Tribunal de Apelación.[7]
- 27 de julio: el padre de Battersbee, Paul Battersbee, es ingresado al hospital tras sufrir lo que se sospecha es un ataque cardíaco o un derrame cerebral. Se afirma que su condición es estable.[8]
- 28 de julio: el Tribunal Supremo apoya el fallo del Tribunal de Apelación y descarta su intervención en el caso.[7] Paul Battersbee es dado de alta del hospital.[9]
- 29 de julio: la familia presenta una solicitud ante la Comisión para los Derechos de las Personas con Discapacidad (CDPD) de las Naciones Unidas.[7]
- 30 de julio: la CDPD solicita un retraso en la retirada del tratamiento de soporte vital de Battersbee para dar tiempo a considerar el caso.[7]

### Agosto de 2022
- 1 de agosto: el Tribunal de Apelaciones (Sir Andrew McFarlane, juez King y juez Moylan) dictamina que la retirada del soporte vital no debe posponerse más allá de las 12:00 BST del 2 de agosto; la solicitud de la CDPD es desestimada por no ser vinculante.[10]
- 2 de agosto: poco después de las 12:00 BST, la familia presenta un recurso urgente ante el Tribunal Supremo. El Tribunal confirma la solicitud y declara que tres jueces considerarían la solicitud.[11] La apelación es finalmente rechazada el mismo día por el Tribunal, con «un corazón apesadumbrado».[12][13][14]
- 3 de agosto: la familia anuncia que presentará una solicitud ante el Tribunal Europeo de Derechos Humanos (TEDH), y se les da hasta las 09:00 BST para preparar su caso, y el fideicomiso afirma que el tratamiento se detendría a las 11:00 BST si la solicitud no es hecha a tiempo.[15] El Christian Legal Center presenta la solicitud a tiempo en nombre de la familia.[16] Esta solicitud es rechazada por el TEDH, afirmando que no interferiría con las sentencias del Tribunal del Reino Unido.[17]
- 4 de agosto: tras agotar todas las vías legales de apelación, la familia solicita permiso legal para trasladar a Battersbee a un hospicio, a pesar de que los médicos declararon que se trataba de una operación significativamente riesgosa con una alta probabilidad de que su condición se deteriorara incluso en un viaje corto en ambulancia con equipos completos y personal de cuidados intensivos a bordo. No se debían hacer cambios en su cuidado mientras los procesos legales estaban en curso, afirma el Fideicomiso.[18]
- 5 de agosto: el Tribunal Superior dictamina que Battersbee no debe ser trasladado a un hospicio y debe pasar sus últimos días en el hospital. Dance afirma que el hospital retiraría el tratamiento al día siguiente y que se habían agotado todas las vías legales para continuar con el tratamiento.[19]
- 6 de agosto: se retira el soporte vital de Battersbee y poco después es declarado muerto.[20]
- 7 de agosto: la familia de Battersbee exige una investigación sobre su tratamiento por parte del NHS.[21]

## Resumen de sentencias
| Tribunal            | juez(es)                                                                      | Opinión | Fecha       |
| ------------------- | ----------------------------------------------------------------------------- | --- | ----------- |
| Superior (Familiar) | Emma Arbuthnot                                                                | Se debe realizar una evaluación del tronco encefálico.                                                                                               | 13 de mayo  |
| Superior (Familiar) | Emma Arbuthnot                                                                | Battersbee tiene muerte cerebral y se considera que murió al mediodía del 31 de mayo de 2022; retirar el tratamiento.                                | 13 de junio |
| Apelación (civil)   | - Sir Geoffrey Vos (MR) - Sir Andrew McFarlane (PFD) - Lady Justice King      | La apelación tiene éxito en un cargo y Battersbee ya no se considera muerto; devolver el caso al Tribunal Superior para determinar el mejor interés. | 6 de julio  |
| Superior (Familiar) | Anthony Hayden                                                                | El tratamiento es fútil. | 15 de julio |
| Apelación (civil)   | - Sir Andrew McFarlane (PFD) - Lady Justice King - Lord Justice Peter Jackson | Se rechaza la apelación, el tratamiento puede terminar.                                                                                              | 25 de julio |
| Apelación (civil)   | - Sir Andrew McFarlane (PFD) - Lady Justice King - Lord Justice Moylan        | La convención de la ONU no es vinculante. Manténgase en contra de los mejores intereses.                                                             | 1 de agosto |
| Corte Suprema       | - Lord Hodge - Lord Kitchin - Lord Stephens of Creevyloughgare                | Se rechaza la apelación, el tratamiento puede terminar.                                                                                              | 2 de agosto |
| TEDH                |                                                                               | Quejas inadmisibles. | 3 de agosto |